# Naimanngitsoq Petersen
Naimanngitsoq Petersen (* 17. Februar 1957 in Qeqertat; † 18. Juli 2013) war ein grönländischer Politiker.

## Leben
Naimanngitsoq Petersen ist der Sohn des Jägers Qajuutaq Petersen und seiner Frau Atussuk Kivioq. Am 10. April 1988 heiratete er Birthe Kristiansen (* 1953).
Naimanngitsoq Petersen wurde 1983 für die Atassut in den Rat der Gemeinde Qaanaaq gewählt und zum Zweiten Vizebürgermeister ernannt, was er bis 1989 blieb. Bei der Parlamentswahl 1983 kandidierte er als Zweiter Stellvertreter von K'issúnguaĸ Kristiansen. Bei der Parlamentswahl 1987 trat er erstmals selbst an, wurde aber nicht gewählt. Auch 1991 wurde er nicht gewählt. 1993 wurde er erneut in den Gemeinderat gewählt und wieder zum Zweiten Vizebürgermeister ernannt. Bei der Parlamentswahl 1995 wurde er ins Inatsisartut gewählt. 1997 wurde er Vizebürgermeister seiner Heimatgemeinde. Bei der Parlamentswahl 1999 konnte er den zweiten Nachrückerplatz der Atassut erreichen, von wo aus er mehrfach als Stellvertreter ins Parlament einziehen konnte. 2001 wurde er zum Bürgermeister der Gemeinde Qaanaaq gewählt. 2005 kandidierte er für die Inuit Ataqatigiit bei der Kommunalwahl und wurde erneut gewählt, musste das Amt des Bürgermeisters aber abgeben. Im selben Jahr kandidierte er erfolglos bei der Parlamentswahl 2005. Auch bei der Kommunalwahl 2008, der Parlamentswahl 2009, der Kommunalwahl 2013 und der Parlamentswahl 2013 kandidierte er, ohne gewählt zu werden. Er starb kurz darauf im Alter von 56 Jahren.